# Novodevitsjiklooster
Het middeleeuwse Novodevitsjiklooster (ook wel Bogoroditse-Smolenskyklooster genoemd; Russisch: Новодевичий Богородице-Смоленский женский монастырь, Novodevichij Bogoroditse-Smolenskij zhenskij monastir; "Jonkvrouwenklooster") is een van de bekendste kloosters van de Russische hoofdstad Moskou. In tegenstelling tot andere kloosters in Rusland, is het Novodevitsjiklooster goed bewaard gebleven tijdens de Sovjetperiode.
Het oudste en opvallendste deel van het klooster is de Smolenskkathedraal met zijn vijf schitterende koepels. De achthoekige klokkentoren was in de 18de eeuw het hoogste bouwwerk in Moskou. Sinds 2004 staat het Novodevitsjiklooster op de Werelderfgoedlijst van UNESCO.
Het klooster werd in 1524 gesticht door Vasili III ter ere van de inname van Smolensk. Het is dan ook gewijd aan de icoon van de Madonna van Smolensk. Het klooster, dat strategisch gelegen ligt aan de rivier de Moskva, was een belangrijk onderdeel van de zuidelijke vesting van de hoofdstad.
De gebouwen waren een schuilplaats voor adellijke vrouwen die zich uit de wereld wilden terugtrekken of die daartoe werden gedwongen. Zo woonden de eerste vrouw van Peter de Grote en zijn zus Sofia Aleksejevna er een tijd. In 1813 probeerde Napoleon het klooster op te blazen, maar de nonnen slaagden erin de gebouwen te redden. In 1922 werd het klooster door bolsjewieken gesloten en vormden het om tot een museum, waardoor het van de vernietiging gered werd. Pas in 1994 mochten de nonnen terugkeren in het klooster.
In maart 2015 brak er brand uit in het klooster, tijdens de brand stonden er steigers om de kloostertoren.
Bij het klooster hoort de Novodevitsjibegraafplaats, waar tal van beroemde Russen begraven liggen. Onder meer Nikita Chroesjtsjov, Boris Jeltsin, Raisa Gorbatsjova, Anton Tsjechov, Sergej Prokofjev en Andrej Toepolev hebben hier hun laatste rustplaats gevonden.
In het klooster is een dependance van het Nationaal Historisch Museum gevestigd.
- International Standard Name Identifier: 0000 0001 2322 2552
- Library of Congress Control Number: n86050880
- Nationale Bibliotheek van Tsjechië: kn20080902003
- Nationale Bibliotheek van Israël: 987007459261405171
- Système universitaire de documentation: 112395635
- Virtual International Authority File: 128474011

Dal van de Bikinrivier (met Centraal Sichote-Alingebergte) · Koerse Schoorwal · Ensemble van het Ferapontovklooster · Gouden bergen van Altaj · Hemelvaartskerk, Kolomenskoje · Historisch en architectonisch complex van het Kremlin van Kazan · Kizji Pogost · Baikalmeer · Citadel, oude stad en vestingwerken van Derbent · Historische monumenten van Novgorod en omgeving · Kremlin en Rode Plein, Moskou · Ensemble van het Novodevitsjiklooster · Historisch centrum van Sint-Petersburg en bijbehorende groepen van monumenten · Cultureel en historisch ensemble van de Solovetski-eilanden · Geodetische boog van Struve · Architectonisch ensemble van de Triniti Sergius Lavra in Sergiev Posad · Uvs Nuurbekken · Maagdelijke wouden van Komi · Vulkanen van Kamtsjatka · Westelijke Kaukasus · Witte monumenten van Vladimir en Soezdal · Natuurlijk systeem van het Wrangel-eilandreservaat · Historisch centrum van de stad Jaroslav · Historisch en archeologisch complex van Bolgar · Landschappen van Daurië · Hemelvaartkathedraal en -klooster van het dorpseiland Svijasjk · Kerken van de architectuurschool van Pskov · Petrogliefen van het Onegameer en de Witte Zee · Cultureel landschap van het Kenozeromeer